# Soothill Nether
Soothill Nether var en civil parish från 1894 till 1925 då den blev en del av Dewsbury, i grevskapet West Riding of Yorkshire (nu West Yorkshire), i England. Denna civil parish hade 5 956 invånare år 1921. Soothill Nether var ett distrikt från 1894 till 1910.